# 内的自然増加率
内的自然増加率（ないてきしぜんぞうかりつ）とは、個体群生態学において、その生物が潜在的にもっている最大の繁殖増加率。英語では intrinsic rate of natural increase や intrinsic natural growth rate、単に intrinsic growth rate、あるいは biotic potential とも呼ばれる。

## 理論的側面
個体群成長の計算モデルであるロジスティック方程式では、個体群サイズ成長速度 dN/dt を以下のように求めることができる。
{\displaystyle {\frac {dN}{dt}}\ =N(r-kN)}
式中の r が内的自然増加率と呼ばれる定数である。
また、アルフレッド・ロトカが導入した true rate of natural increase （真の自然増加率）についても intrinsic rate of natural increase と呼ばれる。ただし、この定義は、ロトカが提唱した「安定人口」の自然増加率であり、普通出生率を b、普通死亡率を d として r = b − d で定義されるものである。

## 実際の生物の場合
実際の生物においては、rはまずは子孫を作る数によって決まる。例えば産卵数、種子生産数のようなものである。